# 小行星8812
小行星8812（英語：8812 Kravtsov）是一颗围绕太阳公转的小行星。1982年10月20日，柳德米拉·卡拉季奇在纳昂切尼奇发现了此天体。
这颗小行星的绝对星等为297.0168401049459等。